# Encinacorba
Encinacorba ist ein spanischer Ort und eine Gemeinde (municipio) mit 182 Einwohnern (Stand: 2024) im Süden der Provinz Saragossa in der Autonomen Gemeinschaft Aragonien. Die Gemeinde gehört zur bevölkerungsarmen Serranía Celtibérica. 

## Lage und Klima
Encinacorba liegt ca. 55 Kilometer (Fahrtstrecke) südsüdwestlich der Provinzhauptstadt Saragossa in einer Höhe von ca. 760 m. Das Klima ist gemäßigt bis warm; Regen (ca. 467 mm/Jahr) fällt übers Jahr verteilt.
Die Gemeinde gehört zum Weinbaugebiet Cariñena.

## Geschichte
1167 wurde der Tempelritterorden mit dem Ort belehnt. 1317 ging der Ort an den Johanniterorden, nachdem die Tempelritter zerschlagen worden waren.

## Bevölkerungsentwicklung
| Jahr      | 1970 | 1981 | 1991 | 2001 | 2011 | 2021 |
| Einwohner | 505  | 340  | 336  | 319  | 253  | 186  |

## Sehenswürdigkeiten
- Marienkirche (Iglesia de Santa Maria)

## Persönlichkeiten
- Juan Antonio Pellicer (1738–1806), Bibliograf und Biograf
- Mariano Lagasca y Segura (1776–1839), Botaniker